# 모새나무
모새나무는 한반도 남쪽 섬에 나는 상록관목으로 높이 3m이고 가지가 많다. 잎은 어긋나며, 두껍고, 타원형이고 길이 2.5~6cm, 폭 1~2.5cm이다. 양 끝이 뾰족하고, 표면은 짙은 녹색, 뒷면은 연두색, 가장자리에 가는 톱니가 있고, 잎 밑 양쪽에 선체가 있다. 꽃은 은방울 모양, 총상꽃차례이며 길이 2~5cm, 10여 송이씩 밑으로 처져 달린다. 포는 피침형, 화관은 흰색에 통 모양이며 길이 5~7mm이다. 열매는 장과, 검은 자주색으로 익고, 흰 가루로 덮이며, 둥근 모양이다. 개화기는 6~7월이며 열매는 식용한다.